# Gare de Poissy-Quai-Talbot
La gare de Poissy-Quai-Talbot est une halte française, fermée de la ligne de Paris-Saint-Lazare au Havre. Elle est située à proximité de l'usine automobile Talbot sur le territoire de la commune de Poissy, dans le département des Yvelines.
Mise en service vers 1960 à un kilomètre en amont de la gare principale de Poissy, elle desservait jusqu'en 2004 l'usine PSA (Peugeot Citroën) de Poissy.

## Situation ferroviaire
Établie à 27 mètres d'altitude, la halte fermée de Poissy-Quai-Talbot est située au point kilométrique 24,873 de la ligne de Paris-Saint-Lazare au Havre, entre les gares ouvertes d'Achères - Grand-Cormier et de Poissy.

## Histoire
Mise en service vers 1960, ces deux quais accèdent directement à l’usine automobile baptisée au fil des rachats du site Simca, Chrysler, Talbot puis Peugeot. Des services spéciaux de la ligne A du RER et du réseau Paris - Saint-Lazare s'y arrêtaient suivant les horaires de roulement des ouvriers. 
L'évolution des rythmes de travail et la baisse des effectifs du site industriel aboutirent à la fermeture de la halte en 2004.